# 川島弘光
川島 弘光（かわしま ひろみつ、1982年11月8日 - ）は、日本の作詞家、作曲家、編曲家、ベーシスト。ベリーグー所属。広島県出身。ROSARYHILL、(K)NoW_NAMEのメンバー。

## 概要
様々なアーティストやアニメへの楽曲を手掛ける傍ら、ベーシストとしてライブサポートやレコーディングに参加している。

## 提供楽曲
(K)NoW_NAME
- Dandelion（作曲・編曲）
- Gravitational Collapse（作曲・編曲）

堀江由衣
- 小さな勇気（作曲・編曲）
- ほうき星（編曲）

久保ユリカ
- 旅風船（作曲・編曲）

Machico
- ラブ★スト（作曲・編曲）

柿原徹也
- ray（作詞・作曲・編曲）
- Sing it !（作詞・作曲・編曲）
- Border Rain（作曲・編曲）

yoshiki*lisa（吉木りさ）
- あなただけみつめてる（編曲）

新谷良子
- Mighty Groovy Fairy（作曲・編曲）
- second exit（作曲・編曲）
- バード・コート・ヤード（作曲・編曲）
- Massage（作詞・作曲・編曲）
- ソリティア（作曲・編曲）
- What's our name?（作曲・編曲）
- スロウ・モーション（作曲・編曲）
- Heartful（作曲・編曲）
- ココロ off time（作詞・作曲・編曲）
- スパイス（作詞・作曲・編曲）
- アイロニカルスター（作曲・編曲）
- promise ring（作曲・編曲）
- 雨のスリーコード（作曲・編曲）
- Band Wagon（作曲・編曲）

吉野裕行
- Discover（作曲・編曲）

THE IDOLM＠STER CINDERELLA GIRLS
- 青空エール（作曲・編曲）

A3!
- Keyword（作曲・編曲）

千銃士
- 畢生の荒波をゆけ（編曲）
- 内緒のゆびきり（作曲・編曲）

手裏剣戦隊ニンニンジャー
- Take it easy（作曲・編曲）

デュエル・マスターズ
- 絶対最強レボリューション（作曲・編曲）
- 祭りだ☆ZOI（作曲・編曲）

ときめきレストラン☆☆☆
- Not too late（作曲・編曲）
- Please stay with me!（作曲・編曲）

ストライクウィッチーズ
- アフリカの星（作曲・編曲）
- Wild Wind（作曲・編曲）
- EMT（編曲）

ブレイヴウィッチーズ
- スウィーティータイム（作曲・編曲）
- カラフルライフ（作曲・編曲）

プリンス・オブ・ストライド
- We Go!!（作曲・編曲）
- Run on the Planet（作曲・編曲）
- Brilliant Gray（作曲・編曲）
- Sun & Moon（作曲・編曲）

げんしけん
- アオくユレている（作曲・編曲）

弱虫ペダル
- Race Actor（作曲・編曲）
- MONSTER（作曲・編曲）
- GO BEYOND THE LINE（作曲・編曲）
- Lonely Wolves（作曲・編曲）

ROOT∞REXX
- Polaris（作曲・編曲）

波打際のむろみさん
- アゲアゲ・スミダ（作曲・編曲）

みなみけ
- ベストフレンズ（編曲）
- Sunny Smiley Days（作曲・編曲）

妖ノ宮
- 碧き絆（編曲）

とらドラ!
- フルスイング（作曲・編曲）

小野大輔
- Ascending&Descending（作曲・編曲）

Uncle Bomb
- Keep on Roaring（作曲・編曲）

Free!
- Just Wanna Know（作曲・編曲）
- ボクカクメイ（作曲・編曲）

遙かなる時空の中で5
- 朝に夕べに（作曲・編曲）

遙かなる時空の中で6
- 咲かない花（作曲・編曲）

銃皇無尽のファフニール
- ダリア（作曲・編曲）

私がモテてどうすんだ
- ロスト・ミラージュ（作曲・編曲）

普通の女子高生が【ろこどる】やってみた。
- 2 the Dream（編曲）

騎士竜戦隊リュウソウジャー
- 黎明の道（作曲・編曲）
- 夢で逢えたら（作曲・編曲）

ミス・モノクローム
- Endless Seventeen（編曲）

Re:ゼロから始める異世界生活
- ダイ・ダイ・ダイスキ（作曲・編曲）

曇天に笑う
- 同じ時を 同じ夢を（作曲・編曲）

野川さくら
- さくら日和～ふたつのしっぽ～（作曲・編曲）

小原鞠莉(CV.鈴木愛奈)
- Shiny Racers（作曲・編曲）

## レコーディング参加
ももいろクローバーZ
- 仮想ディストピア

エリック・マーティン
- ALONE
- Angel
- GLORIA

INORAN
- no options
- HOME
- LEMONTUNE

瀬川あやか
- どんなに...
- Have a good day!

アイドリング!!!
- 苺牛乳
- サラサラ★キューティコー
- バッキューン!
- 砂時計
- 無条件☆幸福
- Snow celebration
- 目には青葉 山ホトトギス 初恋

OLDCODEX
- カタルリズム
- cold hands
- flower
- prayer
- 〔Blue〕
- sad day in the sunlight
- Harsh Wind
- hidemid
- OLDCODEX（アルバム）(「cresc.」を除く)

鈴村健一
- シロイカラス -Anniversary Edition-
- SHIPS -Live Arrange Version-
- Go my rail
- あすなろ -Anniversary Edition-
- 月とストーブ -Live Arrange Version-
- in my space

柿原徹也
- Actors
- 始まりの日
- Don't Doubt!
- Last Lady
- ジェラシーメイカー

黒崎真音
- [Dreamed wolf]
- FRIDAY MIDNIGHT PARTY!!
- story～キミへの手紙～
- SCARS

コミネリサ
- unity

お兄ちゃんのことなんかぜんぜん好きじゃないんだからねっ!!
- True Love

yoshiki*lisa（吉木りさ）
- Over the rainbow!
- A Risa In Wonder Land
- 限りある世界で

内田真礼
- 創傷イノセンス

喜多村英梨
- STARLET SEEKER

おとめ妖怪ざくろ
- 乙女セツナ恋吹雪
- 恋の灯、愛の実

THE IDOLM@STER
- 風花
- Tip Taps Tip（Version Haruka）
- Tip Taps Tip（Version Hibiki）
- One Step

Sakura Bossa
- チェリー
- サクラ色

パク・ヨンハ
- TOMORROW

そらのおとしもの
- Ring My Bell

生徒会の一存
- Treasure

ちゅーぶら!!
- Shy Girls（キャラクターソングマキシ1～4含む）
- We Know

AyaRuka
- ひだまり

おまもりひまり
- 坂道の果て

野川さくら
- HAPPY HARMONICS

Aice5
- Marble Rocket
- Lady Go

彩乃
- コナユキ
- 知りつくしてほしい

エザモマサル
- ラブゲノム

榊原ゆい
- Again

村田あゆみ
- Birthday

飯塚雅弓
- forever
- 君へ。。。
- 僕らの夢
- LOVE
- Capri blue☆friend
- いまここで

新谷良子
- Magic Spell
- Piece of love
- Heartful
- ReTIME
- スパイス
- DAFT GEAR
- HONEY TEE PARTY!
- BANDScore（アルバム）
- ロストシンフォニー（シングル）
- Wonderful World（アルバム）
- MARCHING MONSTER（アルバム）

平野綾
- ドリームスペイシア

小清水亜美
- みんなのうた

野中藍
- みんなのうた

CLAYMORE
- CLAYMORE TV Animation O.S.T. （アルバム）

さよなら絶望先生
- 36.7°
- フラジール・ガール
- 密室ロッカーズ・ルーム

とらドラ!
- 俺に出来る事
- TANPOPO
- フルスイング

岡本隆根
- 回想
- All Love

南條愛乃
- ゼロイチキセキ
- 螺旋の春
- スキップトラベル

寺島拓篤
- サマータイマー

(K)NoW_NAME
- Our song

高城れに
- しょこららいおん
- じれったいな

鈴木このみ
- Redo

THE IDOLM@STER CINDERELLA GIRLS
- PANDEMIC ALONE
- lilac time

Machico
- キミコンパス

田所あずさ
- シーソー

## サポート

### ライブ
- (K)NoW_NAME
- 安野希世乃
- 瀬川あやか
- 柿原徹也
- アイドリング!!!
- 越中睦
- 新谷良子
- 石野田奈津代
- 飯塚雅弓
- 篠原美也子
- 岡本隆根
- GILLE
- OLDCODEX
- STEREO DIVE FOUNDATION

### MV出演

#### 新谷良子
- ロストシンフォニー
- Wonderful World
- 月とオルゴール
- MARCHING MONSTER
- ReTIME
- Piece of love
- UNLOCKER!
- Euphoric Prayer
- AUTOMATIC SENSATION
- Bambi's Boogie
- Blooming Line
- STARting-from rebirth-
- DAFT GEAR

### TV出演
- 大塚愛　ミュージックフェアー ミュージックステーション ポップジャム
- 世良公則　ミュージックフェアー
- 大橋卓也　めざましテレビ